# Позадина Зимског рата
Позадина Зимског рата покрива период пре избијања Зимског рата између Финске и Совјетског Савеза (1939–1940), који се протеже од финске декларације о независности 1917. до совјетско-финских преговора 1938–1939.
Пре своје независности, Финска је била аутономно велико војводство у оквиру царске Русије. Током Финског грађанског рата који је уследио, Црвена гарда, коју су подржавали руски бољшевици, је поражена. У страху од совјетског дизајна, 1920-их и 1930-их, Финци су стално покушавали да се придруже скандинавској неутралности, посебно у вези са Шведском. Штавише, Финци су се укључили у тајну војну сарадњу са Естонијом 1930-их.
Током касних 1920-их и раних 1930-их, односи са Совјетским Савезом су се у извесној мери нормализовали, али су се 1938. Совјети плашили да би Финска могла бити искоришћена као одскочна даска за инвазију и тако су започели преговоре за склапање војног споразума. У међувремену, реваншизам совјетског лидера Јосифа Стаљина да поврати територије Руске империје које су биле изгубљене током њеног распада као резултат бољшевичке револуције и руског грађанског рата учинио је Финску очигледном метом.
Природа совјетских захтева, који су укључивали постављање совјетских војних објеката на финском тлу, није их никуда довела.
У августу 1939. Совјетски Савез и нацистичка Немачка потписали су пакт Молотов-Рибентроп којим је источна Европа подељена на интересне сфере. Финска је припадала совјетској интересној сфери. У септембру и октобру 1939. балтичке државе су пристале на совјетске захтеве који су укључивали успостављање совјетских војних база унутар тих земаља. Стаљин је тада скренуо поглед на Финску и био је уверен да ће се контрола стећи без великих напора.
Совјетски Савез је тражио територије на Карелској превлаци, острвима Финског залива, војну базу у близини финске престонице и уништење свих одбрамбених утврђења на Карелској превлаци. Хелсинки је поново одбио, а Црвена армија је напала 30. новембра 1939. Истовремено, Стаљин је успоставио марионетску владу за Финску Демократску Републику, на чијем челу је био фински комуниста Ото Виле Кусинен.

## Предратна Финска

### Први кораци републике
Финска је вековима била источни део Шведске империје све до 1809. године, током Наполеонових ратова, када ју је Руска империја освојила и претворила у аутономну тампон државу у Русији како би заштитила Санкт Петербург, руску престоницу. Финска је уживала широку аутономију и сопствени Сенат све до краја века, када је Русија започела покушаје асимилације Финске као део опште политике јачања централне владе и уједињења Царства русификацијом. Покушаји су уништили односе и повећали подршку финских покрета који се боре за самоопредељење.
Избијање Првог светског рата дало је Финској прилику да постигне независност. Финци су у том циљу тражили помоћ и од Немачке империје и од бољшевика, а 6. децембра 1917. фински Сенат је прогласио независност земље. Нова бољшевичка власт је била слаба у Русији и ускоро ће избити руски грађански рат. Бољшевички вођа, Владимир Лењин, није могао да штеди војску или пажњу на Финску, па је Совјетска Русија признала нову финску владу само три недеље након што је прогласила независност. Финци су 1918. водили кратак грађански рат у којем је бољшевичку Црвену гарду наоружало 7.000 до 10.000 руских војника стационираних у Финској.
После Првог светског рата, основана је међувладина организација Лига народа, чији су циљеви били спречавање рата кроз колективну безбедност и решавање спорова међу државама путем преговора и дипломатије. Финска је приступила Лиги 1920.
Током 1920-их и 1930-их, Финска је била политички разнолика. Комунистичка партија Финске проглашена је илегалном 1931. године, а крајње десничарски Патриотски народни покрет (ИКЛ) освојио је до 14 места у финском парламенту од 200 места. Средњи пут, окупиран од стране конзервативаца, либерала, аграра и Шведске народне партије, имао је тенденцију да се групише са Социјалдемократском партијом, чији је лидер, Ваино Танер, био снажан заговорник парламентарног система.
До касних 1930-их, земља је имала извозно оријентисану економију која је расла, решила је већину свог „десничарског проблема“ и припремала се за Летње олимпијске игре 1940. године.

### Финско-немачки односи
Током завршних фаза Првог светског рата, финске трупе Јегера које су обучавале Немачке имале су кључну улогу у Финском грађанском рату. Немачка дивизија Балтичког мора такође је интервенисала касно у грађанском рату. Јегерске трупе су биле добровољци из кругова под немачким утицајем, као што су студенти. То учешће у финској борби за независност створило је блиске везе са Немачком, али су после немачког пораза скандинавски односи постали важнији и главни циљ спољне политике Финске.
Финско-немачки односи су захлађени након што је Националсоцијалистичка партија дошла на власт у Немачкој 1933. Финци су се дивили царској Немачкој, али не и радикалном и антидемократском нацистичком режиму. Фински конзервативци нису прихватили државно насиље нациста и антирелигијску политику. Ипак, било је симпатија према немачким циљевима да се ревидира Версајски уговор, али је званична финска политика била резервисана, посебно након немачке инвазије на Чехословачку. Финска је чак опозвала свог амбасадора на кратко.
Фински нацисти и ултранационалистичке партије као што је Патриотски народни покрет оствариле су само незнатну подршку на неколико избора, посебно након неуспеле Мантсала побуне 1932.

### Финско-шведски односи
Након што је Финска стекла независност и окончала грађански рат, остале скандинавске земље биле су најбољи кандидати за политички савез. Шведско-финска сарадња представљала је богату жилу заједничке историје у култури обе нације, а Финци који говоре шведски имали су заједнички језик са Шведском. Међутим, током грађанског рата, Шведска је накратко окупирала Оланде, а затим је подржала локални покрет који је желео да се отцепи од Финске и припоји острва Шведској. Спор је решила Лига народа 1921. године, а Оландска острва су остала финска, али им је дата аутономија. Друге препреке ближим односима биле су сталне језичке свађе око статуса шведског језика у Финској. Шведска се такође противила покрету отпора више класе против русификације. Као резултат тога, млади Финци су добили војну обуку у Немачкој, што је довело до покрета. Ипак, односи су се знатно побољшали пре Зимског рата.
Финска је тражила безбедносне гаранције од Лиге народа, али није имала велика очекивања. Шведска је била један од оснивача Лиге и тако је своју војну политику уоквиривала на принципима Лиге о разоружању и санкцијама.  Средином 1920-их, Финци су основали посебан комитет за планирање, Ерихов комитет, који је добио име по свом председнику, Рафаелу Ериху, и имао је врхунске политичаре и официре који су желели да истраже могућу војну сарадњу Финске са другим нацијама. Примарни циљ је била сарадња са скандинавским земљама, од којих је Шведска била најважнији потенцијални партнер.
Финска и шведска војска су се укључиле у широку сарадњу, али је била више фокусирана на размену информација и планирање одбране за Аландска острва него на војне вежбе или материјал. Фински циљ је био да обавеже Швеђане оснивањем војно-политичког заједничког предузећа на Аландским острвима. Ако би се Швеђани обавезали да помогну Финској у утврђивању острва, могао би се створити важан и користан преседан. Влада Шведске је била свесна војне сарадње, али је пажљиво избегавала да се посвети финској спољној политици.

### Тајна војна сарадња са Естонијом
Финско-естонски односи су били дипломатски најближи након естонског рата за независност 1920-их. Иако су се после охладили, војни односи су остали блиски. Финци су сматрали да њихови блиски односи са Естонијом не искључују скандинавску политику неутралности, али су војни односи били строго поверљиви. Земље су одржале заједничке војне вежбе, чији је централни циљ био да спрече совјетску Балтичку флоту да слободно користи своју снагу у Финском заливу против обе земље.
Естонија је такође тражила гаранције јавне безбедности и потписала је Балтичку антанту 1934. са Летонијом и Литванијом.

### Односи са Уједињеним Краљевством и Француском
Након слома царске Немачке у новембру 1918, Финци су тражили нове политичке партнере. Уједињено Краљевство је било значајан трговински партнер од 18. века, а Финци су радили на побољшању својих односа у наредне две деценије. Тридесетих година 20. века Финска је купила торпедне чамце Тхорницрофт од Уједињеног Краљевства и уздржала се од куповине авиона бомбардера из Немачке због британских протеста. Уместо тога, купили су модерне Бристол Бленхајме, који ће успешно служити током Зимског рата.
Односи са Француском били су важни након Првог светског рата и 1920-их, јер је Француска играла водећу улогу у новим европским безбедносним аранжманима. Током 1930-их, Француска је почела да се плаши успона Немачке и иницирала је приближавање Совјетском Савезу, што је затегло француско-финске односе. Међутим, током Зимског рата Француска је била један од најважнијих добављача војног материјала.

### Фински планови одбране
Финске одбрамбене снаге назвале су свој план војне операције против Совјетског Савеза Венајан кескитис („Руска концентрација“) 1920-их. У последњем плану 1934. Финци су видели два могућа сценарија. У сценарију ВК1, Совјети би се мобилисали дуж своје западне границе и распоредили само ограничене снаге против Финске. У том случају, Финци би извршили контранападе преко границе. Сценарио ВК2 је предвиђао много неповољнију ситуацију. Главна одбрамбена линија била би на Карелској превлаци ; финске снаге би одбиле совјетске нападе на повољним положајима и уништиле непријатеља контранападима. У Зимском рату сценарио ВК2 је био флексибилан, а његова основа се показала као тачна, али је фински генералштаб јако потценио бројчану надмоћ Црвене армије.
Финска је имала ограничен буџет за одбрану након независности, посебно 1930-их. Дакле, финским одбрамбеним снагама је недостајала војна средства у скоро свим родовима. Велики део војног материјала био је застарео и показао се неподесним за терен током Зимског рата. Материјална ситуација се тада побољшала али је и даље заостајала за модернијом и опремљенијом Црвеном армијом.

## Предратни Совјетски Савез
Једна од главних мета Стаљиновог Великог терора 1930-их била је репресија великих размера над руководством Црвене армије, која је резултирала са 82.000 погубљења и много више затварања и мучења; војска је изгубила 80% својих официра. Неки су рехабилитовани након катастрофалног Зимског рата, пошто је совјетско руководство схватило да су Црвеној армији потребни вешти команданти.

## Финско-совјетски односи

### Дипломатски односи
Односи између Совјетског Савеза и Финске били су напети због наслеђа два периода русификације на прелазу векова; неуспели фински грађански рат и упади група финских националиста; и Бечка експедиција 1918. и Аунусова експедиција 1919. у руску источну Карелију.
Дана 14. октобра 1920. Финска и Совјетска Русија потписале су споразум из Тартуа, којим је нова финско-совјетска граница потврђена као стара граница између аутономног Великог војводства Финске и уже царске Русије. Поред тога, Финска је добила Петсамо, са својом луком без леда на Арктичком океану. Уговор није спречио финску владу да дозволи добровољцима да пређу границу како би подржали устанак у Источној Карелији 1921. или да финске комунисте исељавају да изазову немире у Финској. 1923. обе земље су потписале Погранични мировни споразум, којим је граница нормализована.
Совјетски Савез је 1928. започео колективизацију у Ингрији. Током колективизације и етничког чишћења, Совјети су хватали, убијали и депортовали ингерске сељаке, што је изазвало широку критику финских медија 1930. Две године касније, националистички покрет Лапуа покушао је да збаци финску владу током побуне у Ментсала.
Ипак, 1930-их, дипломатска клима између Финске и Совјетског Савеза постепено се поправљала. Совјетски Савез је 1920-их нудио различите пактове о ненападању са Финском, али су сви они одбијени. Понуда је обновљена као део низа споразума са земљама на западној граници Совјета. Совјетски Савез је 1932. потписао пакт о ненападању са Финском, који је поново потврђен 1934. године на десет година.
Међутим, односи између две земље остали су углавном удаљени. Спољна трговина у Финској је била у процвату, али мање од 1% је било са Совјетским Савезом.  Године 1934. Совјетски Савез се придружио Лиги народа и касније је прихватио друге „прогресивне снаге“ осим комунистичких партија. Та промена совјетских ставова, као и финске унутрашње политике, омогућила је кратко отопљење односа 1937. године.

### Стаљин и заштита Лењинграда
После грађанског рата у Русији, Јосиф Стаљин је био разочаран неспособношћу Совјетског Савеза да подстакне успешну револуцију у Финској и борбом бољшевика против националних осећања у Совјетском Савезу. Стаљин је 1923. године прогласио да је главна опасност у националним односима великоруски шовинизам. Започео је политику коренизације (индигенизације) за промовисање националних комунистичких кадрова за све националности.
Међутим, 1937. Стаљин је подстицао руски шовинизам, који је подразумевао да Руси буду политички и културно супериорни. Совјетска дипломатија се окренула ка опоравку територија Руске империје. Совјетски Савез је искористио Комунистичку интернационалу да објави доктрину у којој је буржоазија једнака фашизму и да је комунизам природно средство пролетаријата. У пракси, то је значило да се све осим комунизма сматра антисовјетским и фашистичким. Совјетска спољна политика била је мешавина идеологије светске револуције и традиционалних брига о руској националној безбедности.
Под стаљинизмом, совјетска пољопривредна производња је пропала, што је изазвало глад 1932–1933. Званичне бројке индустријске производње коришћене су као пропаганда да се Совјетски Савез прикаже као економско чудо. Пропаганда је такође користила прекогранична поређења са Финском да би је представила као „опаку и реакционарну фашистичку клику“. Фински маршал Манерхајм и вођа финске Социјалдемократске партије, Ваино Танер, били су посебне фигуре мржње у пропаганди. Стаљин је стекао скоро апсолутну власт 1935–1936, чиме је само војска остала самоуправна, али се чак и то променило када су њени официри постали мета Велике чистке 1937–1938.
Крајем 1930-их, Совјетски Савез више није био задовољан статусом кво у својим односима са Финском. Ово је дошло као резултат промене у совјетској спољној политици, која је сада тежила да поврати провинције Руске империје које су биле изгубљене током хаоса бољшевичке револуције и Руског грађанског рата. Совјети су сматрали да је царство постигло оптималну равнотежу безбедности и територије, а њихове мисли су биле обликоване историјским преседаном: Ништадским уговором из 1721. године, који је имао за циљ да заштити Санкт Петербург од Швеђана. Искористили су тај преседан да захтевају поновно преузимање Финске, што би заштитило бољшевике у Лењинграду од растуће моћи Немачке.
Године 1938. Шведска више није представљала велику претњу Русији, али Совјети нису заборавили улогу коју су Оландска острва под финском контролом играла као база операција за немачке експедиционе снаге које су помагале Белцима током финског грађанског рата.

## Финско-совјетски преговори

### Од 1938. до почетка 1939. године
У априлу 1938, млађи дипломатски званичник, Борис Јарцев, контактирао је финског министра спољних послова Рудолфа Холстија и премијера Аима Кајандера и изјавио да Совјети немају поверења у Немачку и да се сматра да је рат могућ између две земље у којем би Немачка могла да искористи Финску. као база за операције против Совјетског Савеза. Црвена армија не би чекала пасивно иза границе, већ би радије „напредовала у сусрет непријатељу“.
Ако би се Финска борила против Немачке, Совјетски Савез би понудио сву могућу економску и војну помоћ. Совјети би такође прихватили утврђење Аландских острва, али су захтевали „позитивне гаранције“ за позицију Финске.
Финци су уверавали Јарцева да је Финска посвећена политици неутралности и да ће се одупрети сваком оружаном упаду. Јарцев није био задовољан одговором због војне слабости Финске. Он је сугерисао да би Финска могла или уступити или дати у закуп нека острва у Финском заливу дуж прилаза Лењинграду са мора, што је Финска одбила. Средином 1930-их, совјетски амбасадор у Хелсинкију Ерик Асмус и лидер лењинградске бољшевичке партије Андреј Жданов изнели су сличан предлог.
Преговори су настављени у јесен 1938. године. Совјети су смањили своје захтеве: операција Црвене армије више није била опција, а фокус је померен на обезбеђење Финског залива. Совјети су желели да буду обавештени о кључним елементима блокаде Финско-естонског залива, тајног војног плана против Балтичке флоте. Штавише, Јарцев је предложио Финцима да утврде острво Суурсаари, али да би се Совјети побринули за одбрану острва. Током преговора Рудолф Холсти је поднео оставку на место министра спољних послова, али не због преговора, а његово место је преузео Ељас Ерко. Холсти је био прилично анти-Немачки настројен, па је оставка покренула гласине да га је приморала финска влада која је била наклоњена Немцима, које је финска влада брзо угушила.
Финци су покушали да делују непристрасно, а министарство унутрашњих послова је издало наредбу о забрани крајње десничарске ИКЛ. Забрану су фински судови поништили као неуставну. Много година касније, тада надлежни министар, Урхо Кеконен, признао је да је био једноставан гест да сугерише Москви да Финска нема уточиште немачке пете колоне.
До зиме 1939. Совјети су додатно смањили своје захтеве и послали Бориса Штајна да преговара. Стеин и Еркко су се срели пет пута. Еркко је одбацио совјетске предлоге рекавши да ће совјетски захтеви значити крај финске неутралности и незадовољити Немце. Када је председавајући Савета за одбрану Финске Карл Густав Емил Манерхајм обавештен о преговорима, рекао је да Финска треба да се одрекне острва Суурсаари јер би њихова одбрана била немогућа, али његови аргументи нису убедили већину финске владе. Штајн је отишао из Хелсинкија празних руку 6. априла.
Финци су имали много разлога да одбију совјетску понуду пошто су започели преговоре о војној сарадњи са Шведском. Финци су полагали велике наде у заједничку финско-шведску одбрану Аландских острва и нису желели да угрозе своје преговоре. Поред тога, насилна колективизација, Велика чистка, показна суђења и погубљења у Совјетском Савезу дали су земљи веома лошу репутацију. Штавише, већина финских комунистичких вођа у Совјетском Савезу била је погубљена током чистке и тако се чинило да Совјети нису били поуздани.
Совјетски изасланици послати да преговарају са Финцима су званично били релативно ниског ранга, али како је рекао Ваино Танер, Финци су с правом претпоставили да представљају неки виши државни орган, вероватно совјетску тајну полицију, НКВД.

### Пакт Рибентроп-Молотов
Совјетски Савез и Немачка су 23. августа 1939. потписале пакт Молотов-Рибентроп. Јавно, то је био пакт о ненападању, али је укључивао тајни протокол о подели Финске, Естоније, Летоније, Литваније, Пољске и Румуније на интересне сфере, при чему је Финска потпала у совјетску сферу.
Непосредно након склапања пакта, скандинавске земље и Финска су одахнуле. Немци и Совјети су сада били савезници и тако није било немачке претње Совјетском Савезу. Међутим, убрзо након тога, Немачка је напала Пољску и тако су Британија и Француска објавиле рат Немачкој. Совјети су тада извршили инвазију на Пољску и затражили да балтичке државе дозволе успостављање совјетских војних база и стационирање трупа на њиховом тлу. Влада Естоније је прихватила ултиматум потписивањем одговарајућег споразума у септембру, а Летонија и Литванија су га следиле у октобру.

### Совјетски захтеви крајем 1939
Совјетски Савез је 5. октобра позвао Финску на преговоре у Москви. Финска влада није пожурила да се повинује, као раније естонска. За разлику од балтичких земаља, Финци су започели постепену мобилизацију под маском „додатне обуке за освежење “. Финска влада послала је свог амбасадора у Стокхолму Јуха Кустија Паасикивија уместо свог министра спољних послова Ељаса Ерка да ограничи своја овлашћења као преговарача. Паасикиви се у Москви састао са министром иностраних послова Вјачеславом Молотовом и генералним секретаром Стаљином.
Совјети су тражили да се граница између Совјетског Савеза и Финске на Карелијској превлаци помери на запад на само 30 km (19 mi) источно од Виипура, другог по величини града у Финској, до линије између Коивиста и Липоле. Осим тога, Финци би морали да униште сва постојећа утврђења на Карелијској превлаци. Финска је такође морала да уступи Совјетском Савезу острва Суурсаари, Титарсаари и Коивисто у Финском заливу. На северу, Совјети су захтевали полуострво Каластајансаренто. Финци су требали да закупе полуострво Ханко Совјетима на 30 година и да дозволе Совјетима да тамо успоставе војну базу. У замену, Совјети би уступили Реполу и Порајарвија из Источне Карелије, подручје дупло веће од територије коју су тражили од Финаца. Совјетска понуда поделила је финску владу. Министар иностраних послова Ељас Ерко и министар одбране Јухо Ниуканен одбили су понуду и подржао их је председник Кјости Калио. Међутим, Паасикиви и Манерхеим, заједно са Ваино Танером, који је касније именован за једног од финских преговарача, хтели су да прихвате совјетску понуду.
Финци су рачунали на војну помоћ Шведске, а Ерко је учествовао на Стокхолмској скупштини скандинавских лидера 19. октобра. Тамо се Ерко приватно састао са шведским министром спољних послова Рикардом Сандлером, који га је уверио да ће убедити шведску владу да помогне Финској током могућег рата. Међутим, током стварног рата, Сандлер није успео у том задатку и зато је поднео оставку.
Финска је била потпуно изолована немачком и совјетском блокадом и покушала је у октобру да набави оружје и муницију у апсолутној тајности ангажујући немачког трговца оружјем Јозефа Велтјенса.
Молотов је 31. октобра јавно објавио совјетске захтеве током седнице Врховног совјета. Финци су дали две контрапонуде: једну 23. октобра и другу 3. новембра. У обе понуде, Финска би уступила област Теријоки Совјетском Савезу, што је било далеко мање него што су Совјети тражили. Финска делегација вратила се кући 13. новембра и узела је здраво за готово да ће се преговори наставити касније.

## Почетак рата

### Војне припреме
Совјетски Савез је започео интензивно поновно наоружавање у близини финске границе 1938. и 1939. године. Фински студенти и добровољци провели су касно лето 1939. побољшавајући одбрамбене структуре преко Карелијске превлаке. На совјетској страни границе, казнени радници су напорно радили да додају густину ретким путним и железничким мрежама. У лето 1939. догодила се важна фаза совјетског планирања, о чему су причали Александар Василевски и Кирил Мерецков у својим мемоарима. Врховни војни савет је наредио команданту Лењинградског војног округа Мересткову да изради план инвазије, уместо начелника штаба Бориса Шапошњикова. План је усвојен у јулу. Неопходна распоређивање и команде јуришних трупа нису започете све до октобра 1939. године, али оперативни планови направљени у септембру захтевали су да инвазија почне у новембру. Стаљин је, међутим, био сигуран да ће се Финци пред совјетским притиском предомислити и уступити тражене територије.
Планове инвазије израдио је совјетски генералштаб под командом Бориса Шапошњикова и Александра Василевског. Совјетски распоред је био јасно и ригидно дефинисан, са мало или нимало могућности за грешку. Кључни датум је био 21. децембар, Стаљинов 60. рођендан. До тада би финска престоница Хелсинки била „ослобођена фашистичког угњетавања“. Андреј Жданов је већ наручио слављеничко дело Дмитрија Шостаковича, Свиту на финске теме, да се изведе док ће корачнице Црвене армије продефиловати Хелсинкијом.
Совјети су 26. новембра извели гранатирање Мајниле, инцидент у којем је совјетска артиљерија гранатирала област у близини руског села Мајнила и објавила да су у финском артиљеријском нападу погинули совјетски војници. Совјетски Савез је захтевао од Финаца да се извине за инцидент и да помере своје снаге 20–25 km од границе. Финци су негирали било какву одговорност за напад, одбацили захтеве и позвали на заједничку финско-совјетску комисију која би испитала инцидент. Совјетски Савез је тврдио да је одговор Финске непријатељски и користио га као изговор за повлачење из пакта о ненападању.

### Напади Црвене армије
Совјетске снаге су 30. новембра извршиле инвазију на Финску са 27 дивизија, укупно 630.000 људи, бомбардовале цивилне општине Хелсинкија и брзо стигле до Манерхајмове линије. Гранатирање Мајниле било је цасус белли Совјетског Савеза који се повукао из пактова о ненападању 28. новембра. Немачка је извела сличан инцидент да би имала изговор за почетак рата против Пољске. Совјетски Савез ће касније искористити инцидент у Орзелу да оспори неутралност Естоније.
Касније је фински државник Паасикиви прокоментарисао да је совјетски напад, без објаве рата, прекршио три пакта о ненападању: споразум из Тартуа из 1920; Пакт о ненападању између Финске и Совјетског Савеза, који је потписан 1932. и поново 1934. године; и Повеља Друштва народа. Инвазија је проглашена незаконитом од стране Лиге народа, која је протерала Совјетски Савез 14. децембра.
Након совјетског напада, Манерхајм је постављен за главног команданта финских одбрамбених снага. Штавише, финска влада је промењена, Ристо Рити је именован за новог премијера и Ваино Танер за министра спољних послова.
Совјетски Савез је 1. децембра формирао нову владу Финске, која ће се звати Финска Демократска Република. Био је то марионетски режим на чијем је челу био Ото Виле Куусинен и постао је познат као „влада Теријоки“ пошто је село Теријоки било прво место које је „ослободила“ Црвена армија. Марионетски режим је био неуспешан и тихо је одбачен током зиме 1940. године.
Супротно совјетским очекивањима, од почетка сукоба, скоро сви Финци радничке класе стајали су иза легалне владе. То национално јединство против совјетске инвазије касније је названо „ духом Зимског рата “.